# Charles Band

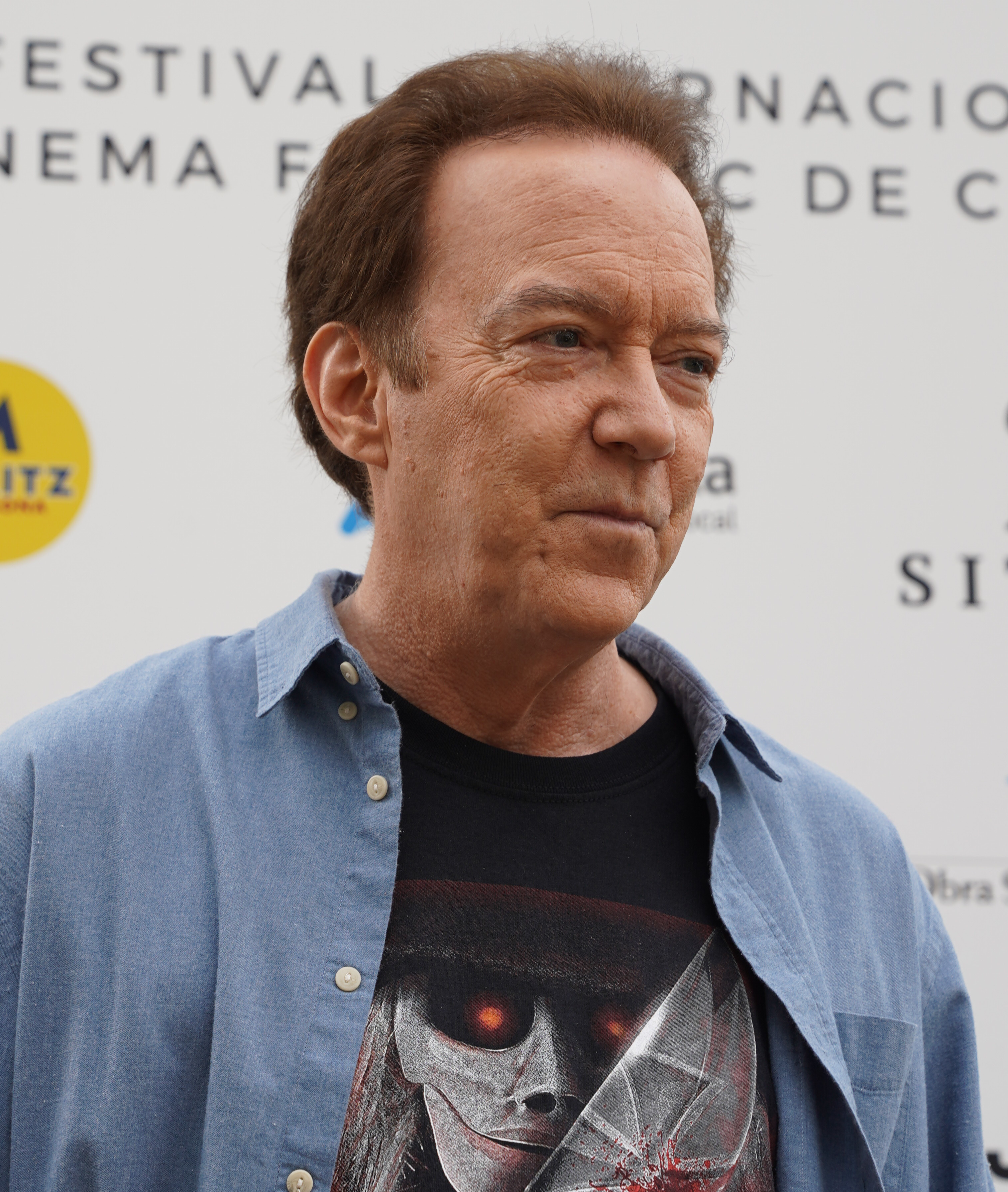
Charles Band

Charles Robert Band (* 27. Dezember 1951 in Los Angeles, Kalifornien) ist ein US-amerikanischer Regisseur, Drehbuchautor, Dokumentarfilmer sowie Produzent zahlreicher B-Filme überwiegend aus dem Sci-Fi-, Fantasy- und Horrorbereich. Als Regisseur verantwortete er über 80 und als Produzent über 430 Filme.

## Leben
Charles Bands Vater Albert Band war ebenso wie er Regisseur und Filmproduzent. Sein Debüt als Regisseur gab Charles Band 1973 mit dem Film Last Foxtrot in Burbank, den er unter dem Pseudonym Carlo Bokino drehte und produzierte. Sein Bruder Richard Band ist als Filmkomponist tätig. Die beiden haben mehrmals zusammengearbeitet, zum Beispiel 1983 bei dem spannungsarmen Film Metalstorm – Die Vernichtung des Jared-Syn.
Zu den bekanntesten Filmen, die er als (Ausführender) Produzent produzierte, gehören die Puppet Master, die Subspecies und die Trancers-Filmreihe. Bisher hat er mehr als 400 Produktionen begleitet. Ein Kameramann, mit dem er in den 1990er Jahren häufig zusammenarbeitete, war Adolfo Bartoli. Eine bis heute andauernde Kooperation verbindet ihn mit dem Kameramann Howard Wexler. Von ihm häufig produzierte Regisseur sind bspw. Ted Nicolaou und David DeCoteau.
1983 gründete er die Produktionsfirma Empire International Pictures, die 1989 in Konkurs ging. Anschließend gründete er Full Moon Features. 2021 erschien sein autobiografisches Buch Confessions of a Puppetmaster: A Hollywood Memoir of Ghouls, Guts and Gonzo Filmmaking, das er gemeinsam mit Adam Felber verfasste.
Im Jahr 1986 wurde Band bei den Saturn Awards mit dem George Pal Memorial Award ausgezeichnet.

## Privat
Sein Sohn Alex Band aus erster Ehe war bis 2005 der Leadsänger der Rockgruppe The Calling. Charles Band ist Vater von insgesamt vier Kindern.

## Filmografie (Auswahl)
Regie
- 1977: Draculas Todesrennen (Crash)
- 1982: Der Killerparasit (Parasite)
- 1983: Metalstorm – Die Vernichtung des Jared-Syn (Metalstorm: The Destruction of Jared-Syn)
- 1984: Der Alchimist (The Alchemist)
- 1985: Herrscher der Hölle (The Dungeonmaster)
- 1985: Trancers
- 1990: Der Kuss der Bestie (Meridian)
- 1990: Kampf der Roboter / Robotjox 3 (Crash And Burn)
- 1991: Trancers II
- 1991: Dollman – Der Space-Cop! (Dollman)
- 1992: Rexosaurus (Doctor Mordrid)
- 1993: Dino Kids (Prehysteria!)
- 1994: Tod im Spielzeugland (Dollman vs. Demonic Toys)
- 1993: Robotjox 2 (Robot Wars)
- 1993: Dollman vs. Demonic Toys
- 1996: The Brain (Head Of The Family)
- 1997: In Vitro – Angriff der Mutanten (Hideous!)
- 1997: Evil Creatures - Die unglaublichen Untoten (The Creeps)
- 1999: Blood Dolls
- 2004: Dr. Moreaus Haus des Schmerzes (Dr. Moreau’s House of Pain)
- 2005: Decadent Evil
- 2005: The Gingerdead Man
- 2005: Doll Graveyard
- 2006: Evil Bong
- 2006: Petrified
- 2007: Dead Man’s Hand
- 2007: Decadent Evil 2
- 2008: Deadly Chucky Dolls (Dangerous Worry Dolls)
- 2009: Skull Heads
- 2009: Evil Bong 2: King Bong
- 2011: Killer Eye: Halloween Haunt
- 2011: Evil Bong 3-D: The Wrath of Bong
- 2012: Puppet Master X: Axis Rising
- 2013: Gingerdead Man vs Evil Bong
- 2016: Evil Bong: High-5
- 2017: Evil Bong 666
- 2017: Puppet Master Axis Termination
- 2018: Evil Bong 777
- 2020: Corona Zombies

Drehbuch und Produktion
- 1989: Puppet Master
- 1991: Netherworld
- 1994: Alien Desperados (Oblivion)
- 1999: Retro Puppet Master

Drehbuch
- 1993: Tod im Spielzeugland (Dollman vs. Demonic Toys)

(ausführender) Produzent
- 1978: Laserkill – Todesstrahlen aus dem All (Laserblast)
- 1985: Ghoulies
- 1985: Zone Troopers
- 1985: Underworld
- 1986: Rawhead Rex
- 1986: Killer-Alien (Breeders)
- 1986: Destroyers (Eliminators)
- 1986: Ghost Warrior (Swordkill)
- 1986: Troll
- 1987: Ghoulies 2
- 1988: Underground Werewolf (Celler Dweller)
- 1988: Prison
- 1988: Arena
- 1988: Ghost Town
- 1988: Beast You! (Sorority Babes in the Slimeball Bowl-O-Rama)
- 1989: Puppet Master
- 1990: Der Kuss der Bestie (Meridian)
- 1990: Robot Jox
- 1990: Kampf der Roboter (Crash And Burn)
- 1991: Puppet Master II
- 1991: Subspecies Diener des Bösen (Subspecies)
- 1991: Dollman
- 1991: Puppet Master 3
- 1992: Netherworld
- 1992: Cosmo (Bad Channels)
- 1992: Bloodstone Subspecies 2
- 1992: Demonic Toys
- 1992: Sway (Seedpeople)
- 1993: Puppetmaster 4
- 1993: Tod im Spielzeugland (Dollman vs. Demonic Toys)
- 1993: Robot Jox 2 (Robot Wars)
- 1994: Subspecies 3 Bloodlust
- 1994: Puppet Master V
- 1994: Shrunken Heads
- 1994: Dark Angel: The Ascent
- 1994: Shocking Fear (Lurking Fear)
- 1995: Castle Freak
- 1996: Zarkorr! The Invader
- 1996: Badlands (Oblivion 2: Backlash)
- 1998: Shrieker die Fratze des Todes (Shrieker)
- 1998: Subspecies 4 im Blutrausch (Subspecies Bloodstorm)
- 1998: Curse of the Puppet Master
- 1998: Kraa! The Sea Monster
- 1999: Totem
- 1999: Ragdoll
- 1999: Witchouse
- 1999: Blood Dolls
- 1999: Retro Puppet Master
- 2000: Sideshow
- 2000: Killjoy
- 2001: Horrorvision
- 2002: Killjoy 2: Deliverance of Evil
- 2003: Puppet Master The Legacy
- 2004: Puppet Master vs. Demonic Toys
- 2005: Decadent Evil
- 2005: Doll Graveyard
- 2005: The Gingerdead Man
- 2006: Evil Bong - kiffen kann doch tödlich sein
- 2007: Decadent Evil 2
- 2008: The Gingerdead Man 2: Passion of the Crust
- 2009: Evil Bong 2 - King Bong
- 2009: Demonic Toys: Personal Demons
- 2010: Killjoy 3
- 2010: Puppet Master: Axis of Evil
- 2011: The Gingerdead Man 3: Saturday Night Cleaver
- 2011: Evil Bong 3 - Wrath of Bong
- 2012: Puppet Master X Axis Rising
- 2012: Killjoy goes to Hell
- 2013: Gingerdead Man vs. Evil Bong
- 2015: Evil Bong 4:20
- 2016: Evil Bong High-Five
- 2017: Killjoy's Psycho Circus
- 2017: Puppet Master Axis Termination
- 2017: Evil Bong 666
- 2018: Puppet Master: Das tödlichste Reich (Puppet Master: The Littlest Reich)
- 2018: Evil Bong 777
- 2020: Blade: the Iron Cross